# 緑のダム
緑のダム（みどりのダム）とは、広義には、森林の持つ多面的な機能のうち、洪水緩和、渇水緩和、水質保全の3つの機能（特に洪水緩和と渇水緩和の機能）をダムに例えた表現。
ただし、学術的な用語ではなく、後述のように使う人や使われた時代によって必ずしも一定ではない。

## 概念
一般に森林の土壌は、スポンジのような多孔質であり、降雨時には空隙に大量の水を蓄え、降雨後に徐々に放出する機能を持つ。雨が降ると、木のないところでは雨水は土と共に地面をそのまま流れてしまうが、森林ではまず木の葉などでいったん雨水を遮断し、森林の土壌に一度蓄えられ、地下水となって徐々にしみ出し河川に流出する。
「緑のダム」という名称は首都圏で水不足が問題とされていた1970年代、「森林の保水力」も大切だということを伝えるために、コンクリートのダムと対比して考え出された。ただし、先述のように、「緑のダム」は学術的な用語ではなく、使う人や使われた時代によって必ずしも一定ではないと指摘されている。
太田威『ブナの森は緑のダム』（あかね書房、1988年）のように、かつては「森のダム」は必ずしもすべての森林にみられる機能と捉えられていたわけではなく、特にブナなどの森を指して用いられ、ブナなどの天然林がスギやヒノキなどの人工林に置き換わることを「緑のダムの破壊」と捉える主張が見られた。
しかし、次第に「緑のダム」の概念は、あらゆる森林がもつ降った雨を地中に蓄えてゆっくりと流し出す機能の意味でも使われるようになった。さらに森林そのものの水消費も含めたトータルとしての機能を重視し、森林の多面的機能のうち、水源涵養機能（洪水緩和、渇水緩和、水質保全の3つの機能）またはこれから水質保全を除いた洪水緩和と渇水緩和の機能と定義されることもある。
日本の山岳地帯は勾配のきつい地域が多く、降水は地表を流れて、そのまま河川へと流れ込みやすい。しかし、森林では地表に落ち葉や枯れ枝などが積み重なることで、雨水をおだやかに土の表面へと導き、腐葉土など給水性高い森林の土壌が雨水を浸透させ、土壌に浸透した水は地下水流を経て谷川などに滲出していくことで、川が一気に増水する氾濫を食い止める治水能力が生まれており、森林の持つ公益機能としても評価されている保水能力を、土の厚さを1メートルとして換算した場合に日本全国の森林で400億トン以上と試算され、国内最大の奥只見貯水池の総貯水量が約6億トンで重力式コンクリートダムでは国内最大級の黒部ダムや宮ケ瀬ダムの総貯水量が約2億トンであることをあげ、森林の治水能力がいかに優れているかがわかるとされている。
ただし、あらゆる森林がもつ降った雨を地中に蓄えてゆっくりと流し出す機能という意味と、森林そのものの水消費も含めたトータルとしての機能という意味では、「緑のダム」の性質に対する評価に差異が生じるといわれている（後述）。
世界的には河川管理と土地利用管理は密接に関連しているとして、統合的水資源管理（IWRM）、統合的流域管理（IWM）が主流になっており、ダムと森林の関係を、切り離して考えるべきではないという主張もある。

## 論点
森のダムの機能については、評価をもめぐって様々な意見がある。
森林が、人工的なダムと比べた時の利点として挙げられるのは、人工的なダムを環境破壊や利権の面で比べた時の利点があげられること、例えばダムがなければ川を遮ることがないことで、魚や水生動物の遡上を妨げないこと、適量の土砂や栄養分が下流に流れ続けることで、三角州や海岸線の縮小・後退（海岸侵食）や磯焼けなど、下流域や海で起きている問題を軽減できるとする考えによって、同時にダムで問題になる堆砂とは無縁になること、ダム建設時に集落の水没問題が起こらず、住み慣れた土地を去る、といったことがない点が利点になろう、というのは、単に人工ダムそのものの欠点をあげているものとされている。
森林面積と洪水・渇水との関係
森林面積が十分でも洪水や渇水は発生するため、森林の整備だけでは不十分とする意見と、森林面積は同じでも、スギやヒノキの植林地の増加など、質に大きな変化があり、森林の適切な管理で洪水や渇水を軽減できるとする意見の違いがある。
治水計画との関係
治水計画には、森林の保水機能を織り込み済みであるとする意見と、土地被覆の変化が織り込まれていないとする意見の違いがある。
大雨の際の機能
治水計画の対象となるような、大雨で山の貯水容量が飽和した際の、森林の機能の評価についての意見の違いがある。
森林と渇水時の河川流出量の関係
森林の成長による、樹木からの蒸発散量と、渇水時の河川流出量の減少の関係についての意見の違いがある。農林水産省林野庁林業試験場や信州大学農学部で森林水文学を長年研究していた中野秀章博士は、全国の林業試験場・森林理水試験地の長年の観測データを分析して、森林伐採をしたほうが、雨が降らない時期の河川流量が増えることを確認しており、このため、森林の水源涵養機能という概念とは、幾分異なる結果を長年にわたって報告している。
洪水緩和の場合、ゆっくり流す機能も森林の水消費も、洪水の緩和に寄与すると考えられるが、洪水流量はコントロールできず、急な大雨に対応できないこと、また、降水量が大きくなりすぎると、土壌中の水分量が飽和し、水をためられなくなることがある。
渇水緩和の場合、森林は自らの成長のためにも水を使うため、森林からの蒸発散量が大きくなり、このため川への流出量を減じてしまい、渇水緩和にはならないと考えられている。渇水時にも豊富な水量を維持している河川はあるものの、渇水が特に顕著で、葉を落としたり葉が枯れるなどの現象がみられる場合は、森林にも水は多くは蓄えられていない。これは多くの場合は、地形や岩石の性質によるものとされており、対象とする流域の個性に応じて、個別に検討する必要があるとされている。
このほか、緑のダム機能に関して特筆される雨水の浸透能について、丈達俊夫は『「緑のダム」機能の検証』で、河川工学では森林の貯留効果や浸透機構を水文データで解析し、浸透能の値にしても数十㎜/hr程度としている。よく整備された森林、適度の伐採や植林が行われて間伐、枝払い等の森林管理が適正に行われ、下草の繁茂により腐食土流出が起こらなければ、森林の理想的な土壌はスポンジのように降雨を大量に吸い込み貯留する働きがあるとされ、その最終浸透能は200㎜/hr以上あるといわれているとしており、この結果がダム機能と同等もしくはそれ以上とみる視座を与えているようである。ところが、丈達はこれでは降雨はほとんど浸透してしまい、洪水が起こらないとしている。そもそも山中で数百㎜/hrを超えるような豪雨はまれで、出現すれば未曽有の洪水となる降雨強度である、降雨強度はそれほど大きな値でなく数十㎜/hr程度でも数時間続けば洪水になるとし、仮に百㎜/hr以上の降雨が2ないし3時間続いてもすべて浸透することになるとしている。
丈達は、森林学者らがかつて、森林の腐食土の上で直接計測した結果から数百㎜/hrとしている、森林をもっぱら研究している人達が森林の保水機能を調べるために腐食土壌の浸透能を計測する方法として、一般に冠水型浸透計といって直径20センチメートル程度の塩ビ管を20センチメートル程度に裁断して、端の片方を刃型に削り、森林土壌の層でA0層に差し込んで、10センチメートル程度まで水を注入してその水面の低下速度から浸透能を計測しており、前述の200㎜/hrという値が求められるとしている。ところがこの計測法では、実際の降雨メカニズムと異なるとした。第一点は、冠水型浸透計では塩ビ管に水をためて浸透させることで水圧をかけての圧入の状態になっているが、降雨は雨滴が着地すると速やかに浸透するか、浸透能以上の水は斜面を下流に流れ出すので、水圧がかかるほど湛水することはないので、上記の浸透計は過大な値となっており、正確に自然現象を再現するにはライシメータのような計測斜面を人工的に作成し、実際に降雨を再現して降らせて浸透する様を計測する必要があるとしている。第二点は、塩ビ管は森林土壌のA0層に差し込むが、A層まで貫入させてないとみている。A0層が200㎜/hrもの水を浸透し続けるということは、A層の浸透分を除けば、そのほとんどはA0層の中を斜面に沿って下流に流出とみられるとし、最初は数十㎜/hrのオーダーで浸透するが、数時間後には低減して数㎜/hr程度の浸透になり、その結果、保水総量はA層の空隙を満たす量と一致、さらに能力以上の降雨はA0とA層の境界面を斜面に沿って降下していくとみられ、この流れとA0層の流れは同じとみられるとしている。結果、降雨のほとんどはA0層の中を斜面に沿って下流方向に流れ、地表のごく浅い落ち葉と有機腐養層の中を流れ、勾配の変化点や渓流縁端部では再び地表流となり速やかに河道に流出することで河川流出の直接流出成分を形成しているとしている。
そのうえで丈達は、さらに雨水はこのあと損失雨量と直接流出があるが、200㎜/hrもの浸透能があるとすれば、どのような豪雨であっても直接流出が生じずに洪水が発生しないとなるが、実際は降雨が開始すると遅れず直接流出が発生し、洪水が起こっている。つまりは数十㎜/hrの雨が数時間続いて洪水が発生しているため、200㎜/hrに相当する勢いで地中に浸透するというのは無理があるとしており、森林の保水能力としては、樹木の葉面貯留と蒸発散、土壌の空虚を水で満たす量であって初期雨量せいぜい数十㎜/hr程度とみるべきとしている。そして、これまで浸透能の高さで森林の水源涵養機能が語られてきたが、実際にどれだけ貯留されるのかという貯留能力で語れなければ成り立たないという森林研究者の話も紹介している。